# Dekoherencja środowiskowa
Dekoherencja środowiskowa – proces dekoherencji kwantowej, który zachodzi, gdy kwant otoczenia skutecznie dokonuje pomiaru innego splątanego kwantu w stanie superpozycji, co zamienia stan kwantowy kwantów w stan mieszany. Proces ten będzie nieodwracalny, wytwarzając entropię. Dekoherencja środowiskowa zakłada więc oddziaływanie każdego obiektu ze środowiskiem, nawet makroskopowego typu np. kamień. Przy czym stan kwantowy jest stanem niezdeterminowanej superpozycji natury falowej i zgodnie z wynikami badań nie ma żadnych cząstek elementarnych, a tylko kwanty, które można wykryć jako pomiar w postaci "cząstki" po przeskoku kwantowym w czasie kolapsu superpozycji do stanu mieszanego. Aczkolwiek w skali makroskopowej obiekty dekoherują poprzez liczne następujące po sobie niemal natychmiastowe kolapsy superpozycji do stanów tylko mieszanych, determinujących określone wyniki w zgodzie z mechaniką klasyczną. Każdy taki pojedynczy kolaps (pomiar) następuje po swoim przeskoku kwantowym z poprzedniego stanu. Im obiekt jest większy makroskopowo, tym więcej ma splątanych kwantów w stanach mieszanych determinujących klasyczne zachowania, trudniej te stany wykrywać i coraz szybciej ulegają kolapsowi. Dlatego w makroskopowym świecie zwykłych obiektów nie zauważa się efektów kwantowych, typu nielokalność, a jedynie klasyczne. Teoria tak opisująca świat, obecnie poparta eksperymentalnie póki co tylko w skali mikroskopowej, pozwala ominąć paradoks makroskopowego kota Schrödingera.

## Pomiar w dekoherencji i przeskok kwantowy

Pomiary kształtu atomu wodoru po przeskokach kwantowych

Pomiar w fizyce kwantowej to dowolny proces w którym zjawisko kwantowe powoduje zmiany makroskopowe, ale inaczej niż pomiar rozumiany potocznie pomiar kwantowy nie wymaga udziału człowieka, ale jakiegokolwiek detektora, który będzie miał wpływ na to zjawisko kwantowe, czyli będzie w stanie mieszanym z tym zjawiskiem kwantowym. Jest więc skutkiem oddziaływania kwantów na świat makroskopowy, tj. tzw. przeskoku kwantowego umożliwiającego detekcję. Wszystkie przeskoki kwantowe, takie jak przeskoki między poziomami energetycznymi w atomach, pojawiają się tylko wtedy gdy zostają wykryte makroskopowo podczas dekoherencji. To natychmiastowe przejścia całego rozciągłego kwantu z jednej konfiguracji, czyli stanu, w inny stan kwantowy. Przykładem są przeskoki kwantowe w atomach polegające na natychmiastowym przejściu w inny stan zawartych w atomie elektronów. Zostały one zaobserwowane przez kilka grup doświadczalnych i rzeczywiście są natychmiastowe. Zasada zachowania energii wymaga by atom emitował przy tym lub pochłaniał foton bądź jakąkolwiek inną postać energii. Inne przykłady obejmują rozpad jądrowy, czy kolaps kwantu na ekranie, tak jak w eksperymencie z dwiema szczelinami.

## Potwierdzenia eksperymentalne

Eksperyment z dwiema szczelinami, w którym kwant (foton lub elektron) za każdym razem różnie uderzał w ekran, a miejsca uderzeń z wszystkich prób dały falowej natury obraz prążków (interferencyjnych) z obu szczelin naraz

Jednym z eksperymentów potwierdzających dekoherencję środowiskową był eksperyment z dwiema szczelinami, w którym wykorzystano parę splątanych fotonów. W 1991 roku przez X.Y. Zou, Lei Wang i Leonard Mandela z Uniwersytetu Roacher w Nowym Jorku. Pierwszy foton był przechodzącym do ekranu, natomiast drugi służył za odległy detektor wskazania toru pierwszego fotonu, aż do kolapsu (pomiaru) na ekranie. Dodatkowo wstawiano zaporę na jednej z trajektorii drugiego fotonu (blokując detekcję toru), tak że odległy pierwszy foton uderzał bezpośrednio w ekran ze stanu superpozycji obu szczelin (wyniki powtarzalne dawały cały obraz interferencji falowej z dwóch szczelin naraz na ekran). Natomiast podczas prób, w których tej zapory nie umieszczano, odległy pierwszy foton uderzał w ekran będąc w stanie mieszanym przez jedną albo drugą szczelinę (w trajektorii liniowej). Przełączanie tak zaporą potwierdziło kolaps superpozycji do stanu mieszanego kwantów (dwóch splątanych fotonów), determinującego określony wynik przez jedną tylko szczelinę (z dwóch możliwych) w zgodzie z mechaniką klasyczną, a nie do superpozycji tych kwantów przez dwie szczeliny naraz (jak w paradoksie kota Schrödingera, kiedy kot jest jednocześnie w dwóch stanach naraz: żywym i martwym). Kwant otoczenia (dokonywujący pomiaru innego splątanego kwantu) zamienia więc stan kwantowy (niezdeterminowanej superpozycji) w stan mieszany (zdeterminowany).